# Radio Italia Summer Hits 2014
Radio Italia Summer Hits 2014 è una compilation di Radio Italia pubblicata il 3 giugno 2014 da Solomusicaitaliana e distribuita da Sony Music.

## Tracce

### CD 1
1. Biagio Antonacci – Ti penso raramente – 3:56
2. Elisa – Un filo di seta negli abissi – 3:37
3. Modà – La sua bellezza – 3:22
4. Cesare Cremonini – Logico #1 – 4:44
5. Rocco Hunt – Vieni con me – 3:37
6. Arisa – Quante parole che non dici – 3:52
7. Francesco Renga – Il mio giorno più bello nel mondo – 3:37
8. Noemi – Don't Get Me Wrong – 3:37
9. Paolo Simoni – Che stress – 2:52
10. Raphael Gualazzi e The Bloody Beetroots – Tanto ci sei – 3:47
11. Emma – La mia città – 3:05
12. Moreno – Prova microfono – 4:09

Durata totale: 44:15

### CD 2
1. Alessandra Amoroso – Non devi perdermi – 3:15
2. Marco Mengoni – La valle dei re – 4:10
3. Michele Bravi – Un giorno in più – 3:40
4. Tiromancino – Immagini che lasciano il segno – 4:05
5. Caparezza – Non me lo posso permettere – 3:22
6. Laura Pausini – Dove resto solo io – 3:37
7. Giuliano Palma – Un bacio crudele – 3:24
8. Giorgia – Non mi ami – 3:45
9. Mondo Marcio – A denti stretti – 3:55
10. Neffa – Per sognare ancora – 3:15
11. Nek – Hey Dio – 3:49
12. Francesco Sarcina – Giada e le mille esperienze – 3:55

Durata totale: 44:12